# Базальне тільце

Схема еукаріотичного джгутика. 1 — аксонема, 2 — клітинна мембрана, 3 — внутрішньоджгутиковий транспорт, 4 — базальне тільце, 5 — поперечний переріз джгутика, 6 — поперечний переріз базального тільця — видно триплети мікротрубочок

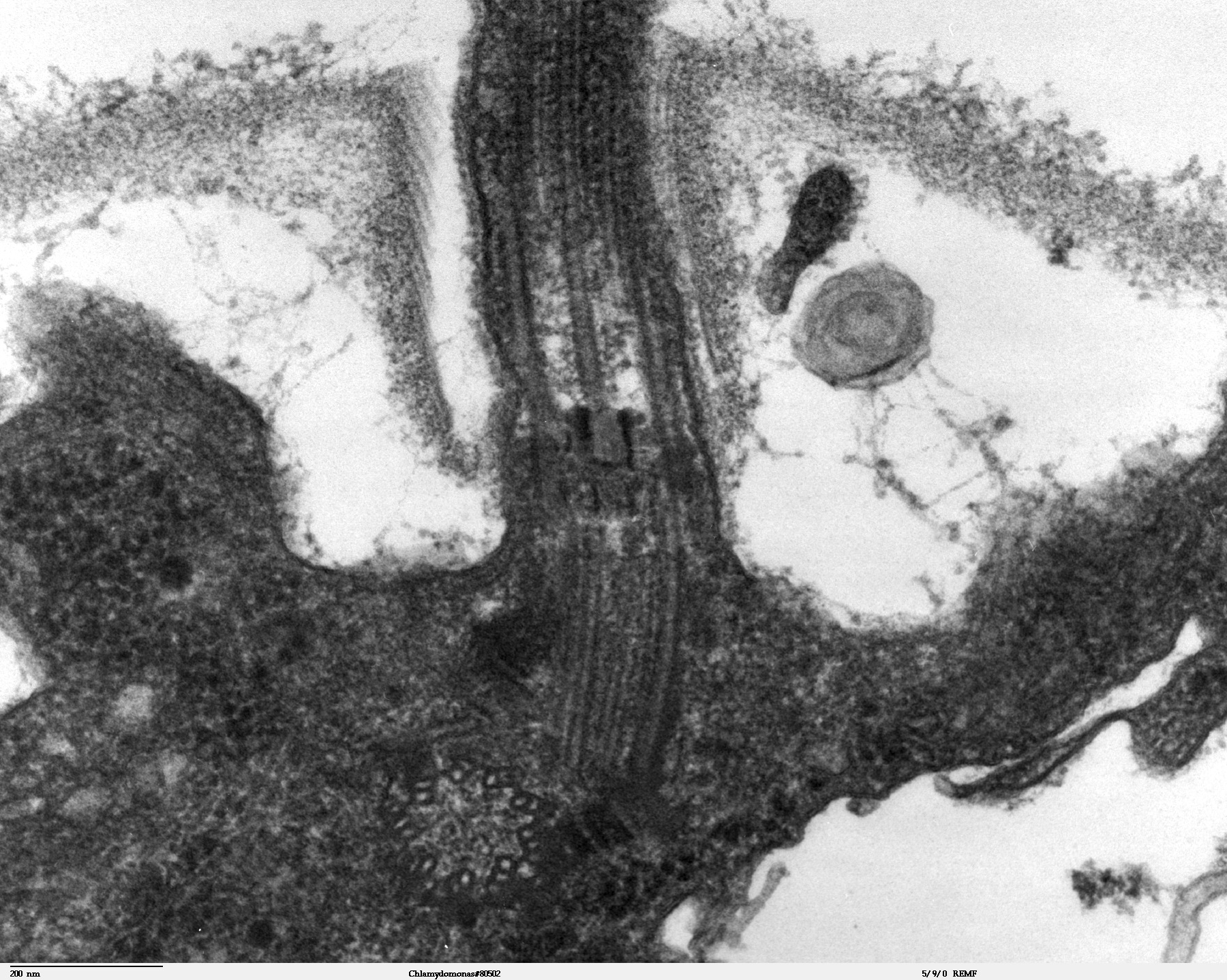
Поздовжній зріз джгутика Chlamydomonas reinhardtii в ділянці прикріплення джгутика (на рівні, позначеному цифрами 3 і 4 на схемі вище). У нижній частині електронної мікрофотограми видно два базальні тільця: основне та додаткове (останнє розташовано перпендикулярно площині зрізу)

База́льне тільце (синоніми — кінетосо́ма, база́льні гра́нули , блефаропласт) — органела еукаріотичної клітини, циліндрична структура з мікротрубочок, яка розташовується в основі еукаріотичних джгутиків та війок. Її довжина становить 0,4 мкм, ширина — 0,2 мкм. Базальні тільця є одним із видів центрів організації мікротрубочок (ЦОМТ), формуються з центріолей і мають таку ж структуру, проте відрізняються функціями, а саме слугують основою для формування аксонеми джгутика.

## Структура
Базальне тільце складається з дев'яти триплетів мікротрубочок, що утворених білком γ-тубуліном і з'єднаних між собою динеїновими ручками. Дві мікротрубочки кожного триплету безпосередньо переходять в мікротрубочки дублетів аксонеми. У формуванні та просторовій організації мікротрубочок у базальному тільці ключову роль відіграє нуклеотид-зв'язуючий домен γ-тубуліну. Зазвичай, базальні тільця заякорені в цитоплазмі за допомогою так званого корінцевого апарату — системи, що складається з мікротрубочок чи фібрилярних елементів — кінетодесм. Кінетодесми являють собою пучки тонких (6 нм у діаметрі) фібрил, і у вигляді впорядковано розташованих кількох поперечно посмугованих стрічок (корінців) ідуть від базального тільця вглиб цитоплазми у напрямі до ядра клітини. Завдання цієї системи — передавати механічне зусилля, викликане рухами джгутиків, на цитоскелет.